# Eptatretus multidens
Eptatretus multidens är en ryggsträngsdjursart som beskrevs av Bo Fernholm och Hubbs 1981. Eptatretus multidens ingår i släktet Eptatretus och familjen pirålar. IUCN kategoriserar arten globalt som livskraftig. Inga underarter finns listade i Catalogue of Life.